# 楔尾鵰
楔尾鵰（學名：Aquila audax），俗稱楔尾鷹，是澳洲最大的猛禽，也是世界上最普遍的鵰，是真鵰屬中的一種。有羽毛的腿部和楔状尾部是其明显特征。牠們的雙翼長而且闊，身體呈褐色，翼展平均超過2.5米，平均體長1.2米，尾巴呈楔狀。其巨大体积和楔状尾使非专业人员也能轻易识别。

## 特徵

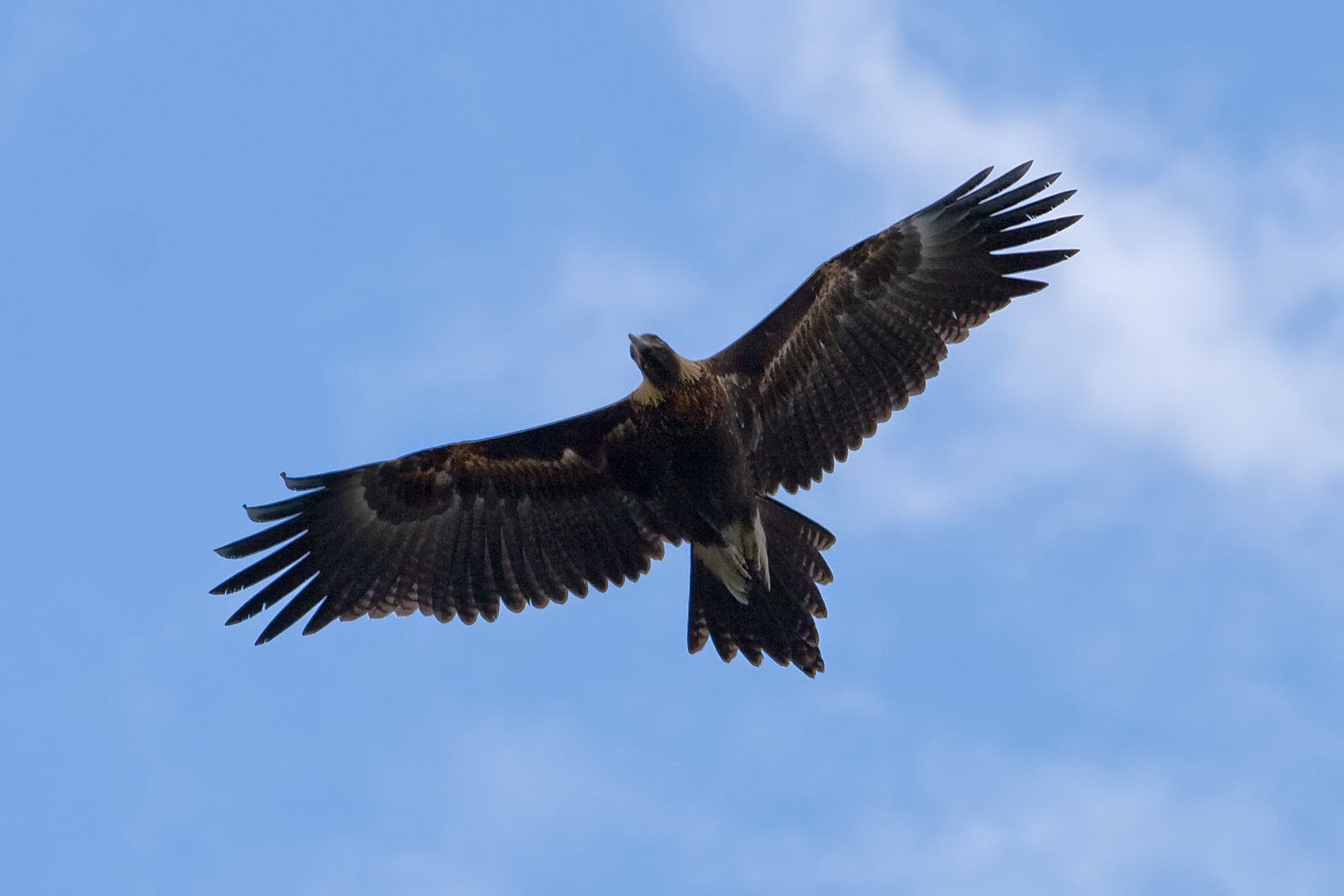
飛行時的楔尾鵰，可見其楔狀的尾巴。

雌性楔尾鵰較雄鵰大，平均重4.2公斤，有時也重達5.5公斤。雄鵰重3.2-4公斤。體長介乎0.9-1.15米，翼展1.8-2.5米。
雛鵰呈中褐色，雙翼及頭部較為淺色及呈赤褐色。其顏色會隨長大而變得深色，10歲時就會變成深黑褐色。成年雌鵰較雄鵰淡色。牠們楔狀的尾巴是獨有的特徵。

## 繁殖及棲息地

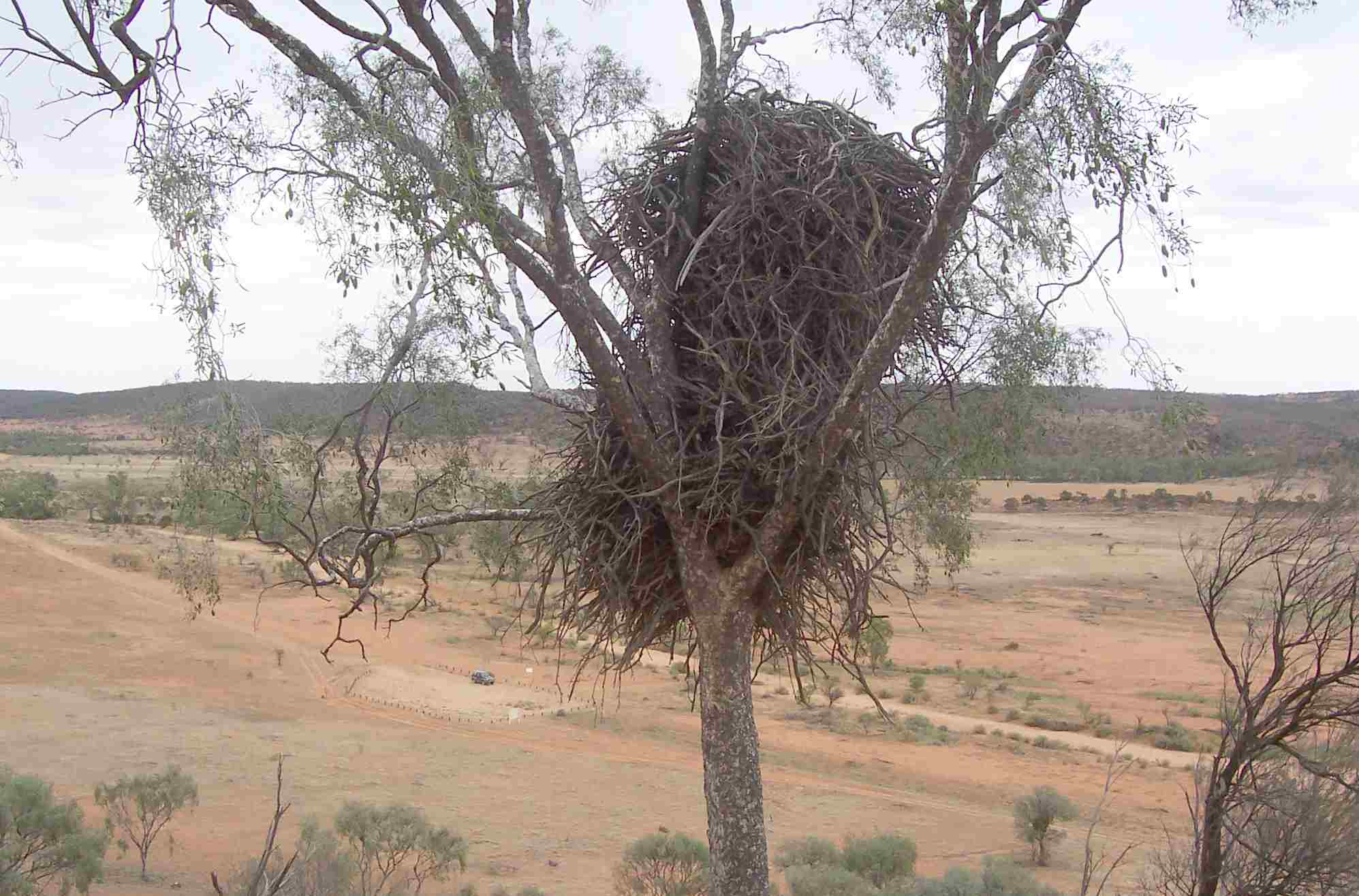
築在樹叉上的楔尾鵰鳥巢。

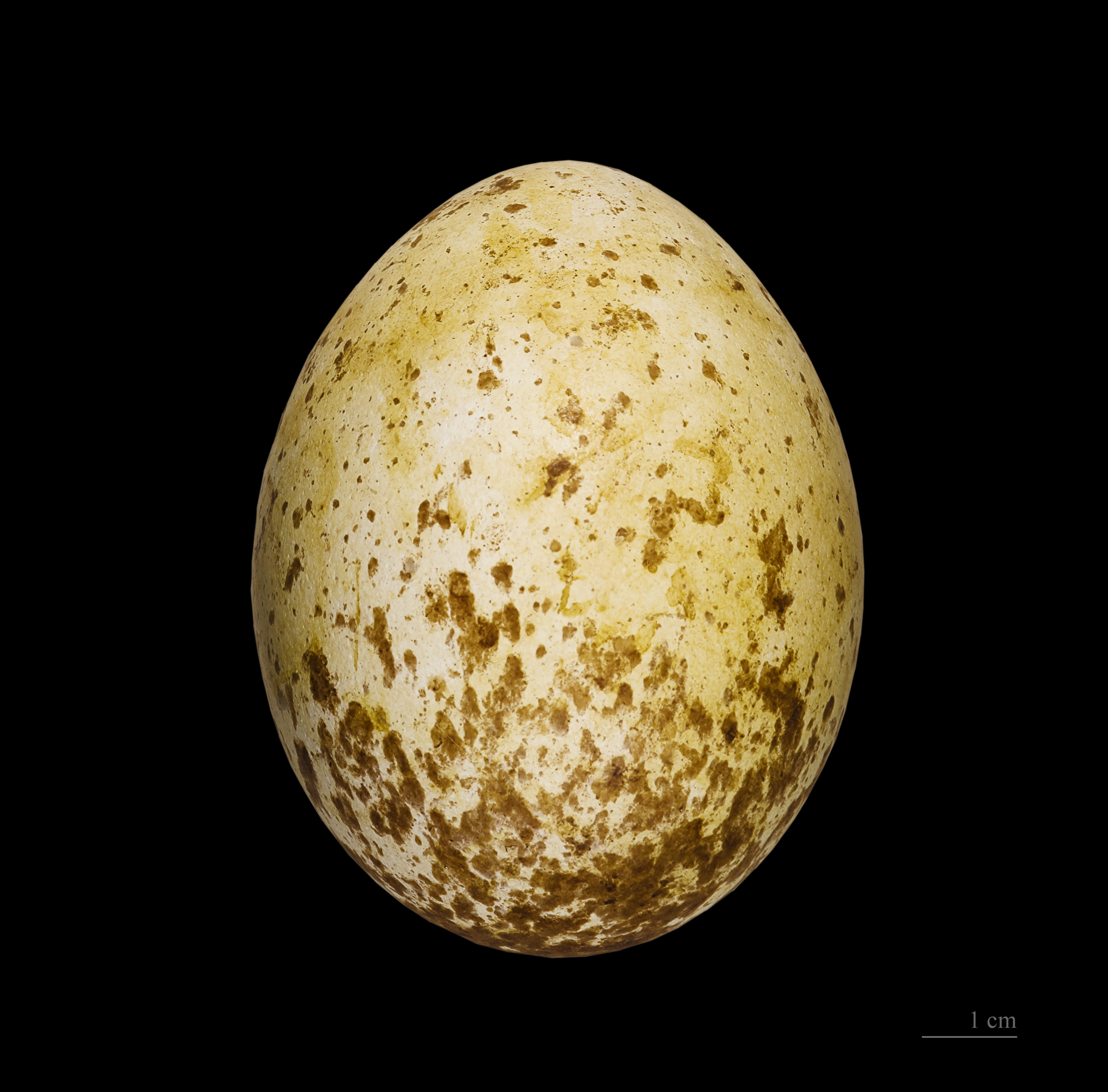
Aquila audax

楔尾鵰遍佈整個澳洲，包括塔斯马尼亞及新畿內亞南部。牠們可以棲息在不同的環境，但較多於澳洲南部及東部的遼闊草原出沒。
當繁殖季節到來時，楔尾鵰就會成對生活，並會互相修飾。牠們也會在地盤內飛行盤旋，雄鵰有時會急降俯衝到伴侶的身邊。雌鵰此時會忽略雄鵰，或是與之一同飛行，甚至進行垂直翻轉。楔尾鵰一般會在樹叉上築巢，若沒有適合的地方，也會在懸崖邊築巢。
在繁殖季节，楔尾鵰会以飞行作为求偶行为。雄鵰及雌鵰會一同以樹枝築巢，或是加入新樹枝和葉子修補舊巢。雌鵰每次會生兩隻蛋，雙親也會孵蛋，孵化期約為45天。最初雄鵰會負責覓食，當雛鵰30天大時，雌鵰就會停止哺育，與雄鵰一同獵食。雛鵰出生後的6個月都僧依賴雙親，直至下一次繁殖季節到來時才會離開。

## 行為及食性

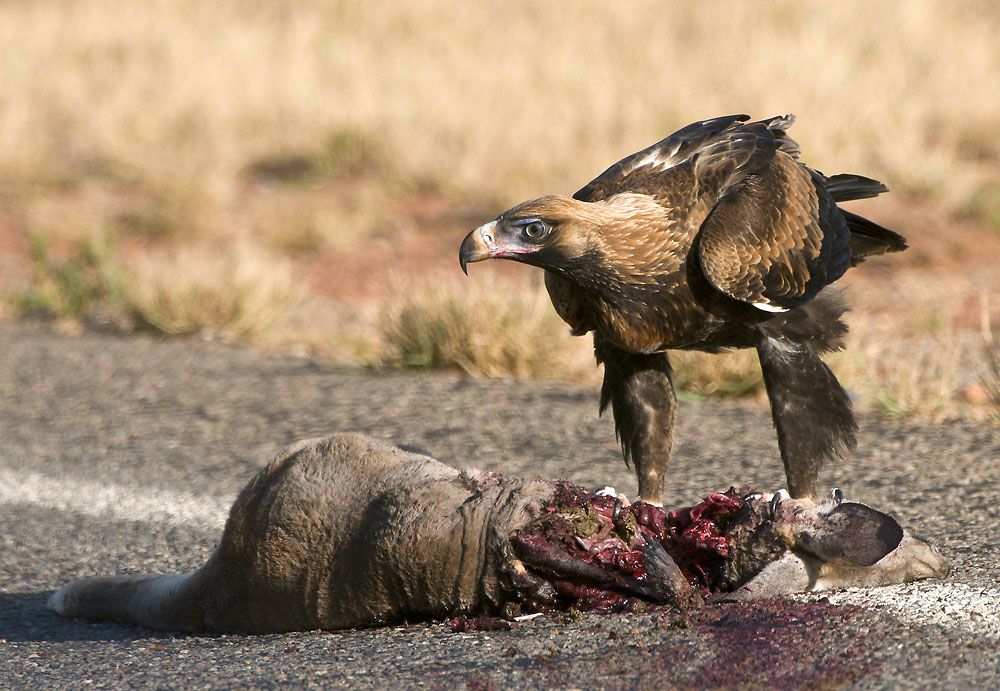
正在吃屍體的楔尾鵰。

楔尾鵰可以在1800米的高空飛行很長的時間，在高空飛行的原因不明。牠們的視覺可以擴闊至看見紅外線及紫外光，令牠們可以偵測獵物的體溫來獵食。楔尾鵰會滑翔抓獵地上或空中的獵物。牠們是以方便及機會來選擇獵物，不論是活捉的或屍體。自歐洲殖民後，牠們主要獵食入侵的兔及野兔。
楔尾鵰有多種的適應性，有時甚至會聚集一同獵食大型的獵物（如赤大袋鼠）、將山羊迫下山坡受傷、或從羊或袋鼠群孤立較弱的動物。楔尾鵰也有能力殺死幼牛。楔尾鵰也會吃屍體：牠們會留意澳大利亞渡鴉的行為，並衝下侵吞屍體。牠們很多是會在路邊吃路殺。
楔尾鵰大部份時間會留在樹上或岩石上，留意周圍的情況。期後會在地盤上低飛。在日間炎熱的時份，牠們很多時會隨氣流上升而高飛。每一對楔尾鵰都有自己的地盤，大小界乎9-100平方公里。在此地盤內，以巢為中心是其繁殖區。牠們會在地盤的邊界走來走向以宣示主權，並會對抗入侵者。

## 保育狀況
楔尾鵰被世界自然保護聯盟列為無危。其下亞種的塔斯马尼亞楔尾鵰則被《環境保護與生態多樣性保護法案1999》列為瀕危，野外只有少於2000隻。